# Ryōta Kajikawa
Ryōta Kajikawa (japanisch 梶川 諒太 Kajikawa Ryōta; * 17. April 1989 in Takasago) ist ein japanischer Fußballspieler.

## Karriere
Kajikawa erlernte das Fußballspielen in der Schulmannschaft der Kwansei Gakuin High School und der Universitätsmannschaft der Kwansei-Gakuin-Universität. Seinen ersten Vertrag unterschrieb er 2011 bei Tokyo Verdy. Der Verein spielte in der zweithöchsten Liga des Landes, der J2 League. Für den Verein absolvierte er 38 Ligaspiele. 2013 wechselte er zum Erstligisten Shonan Bellmare. Am Ende der Saison 2013 stieg der Verein in die zweite Liga ab. Ein Jahr später wurde er mit Shonan Meister und stieg direkt wieder in die erste Liga auf. Für den Verein absolvierte er 29 Ligaspiele. 2015 wechselte er zum Ligakonkurrenten V-Varen Nagasaki. Für den Verein absolvierte er 80 Ligaspiele. 2017 wechselte er zum Ligakonkurrenten Tokyo Verdy. Für den Verein absolvierte er 107 Ligaspiele. 2020 wechselte er zum Ligakonkurrenten Tokushima Vortis. Mit Vortis feierte er 2020 die Zweitligameisterschaft und den Aufstieg in die erste Liga. Die Saison 2021 spielt er auf Leihbasis bei seinem ehemaligen Verein Tokyo Verdy in der zweiten Liga. Hier stand er 37-mal in der zweiten Liga auf dem Spielfeld. Nach Ende der Ausleihe wurde er am 1. Februar 2022 fest von Verdy unter Vertrag genommen. Am Ende der Saison 2023 wurde er mit Verdy Tabellendritter. In den Aufstiegsspielen konnte man sich durchsetzen und stieg in die erste Liga auf. Nach 47 Ligaspielen, in denen er drei Tore schoss, wechselte er im Januar 2024 zum Zweitligisten Fujieda MYFC.

## Erfolge
Shonan Bellmare
- Japanischer Zweitligameister: 2014  ▲

Tokushima Vortis
- Japanischer Zweitligameister: 2020  ▲